# Sarvisé
Sarvisé (en aragonés Saruisé) es una localidad española perteneciente al municipio de Broto, en el Sobrarbe, provincia de Huesca. Está ubicado en el Pirineo, a 863 metros sobre el nivel del mar y a orillas del río Ara. El pueblo se encuentra en el Valle de Broto, cerca del parque nacional de Ordesa y Monte Perdido.
El pueblo está rodeado por montañas, mientras que en sus cercanías se encuentran los Llanos de Planduviar, cuya principal activada tradicional fue el cultivo y la cría de ganado vacuno. Actualmente muchos de sus habitantes se dedican al turismo.
Desde Sarvisé, tomando el camino hacia Buesa, se llega a una pequeña ermita, llamada ermita de San Cristóbal. También hay otra ermita, la de San Jorge, pegada a la carretera N-260 cerca del puente del río Chate. 

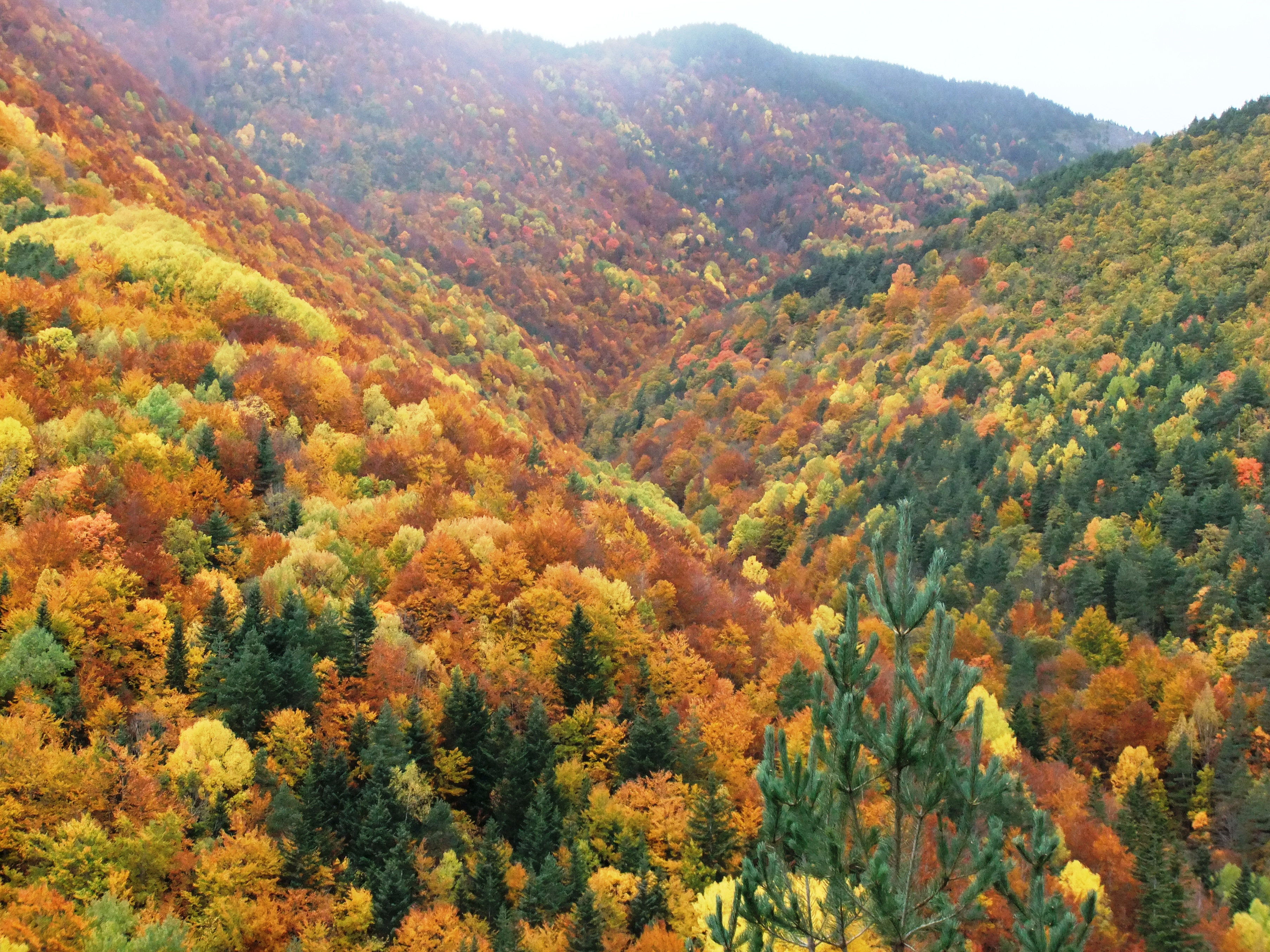
Bosque de La Pardina del Señor, entre Fanlo y Sarvisé, en otoño.

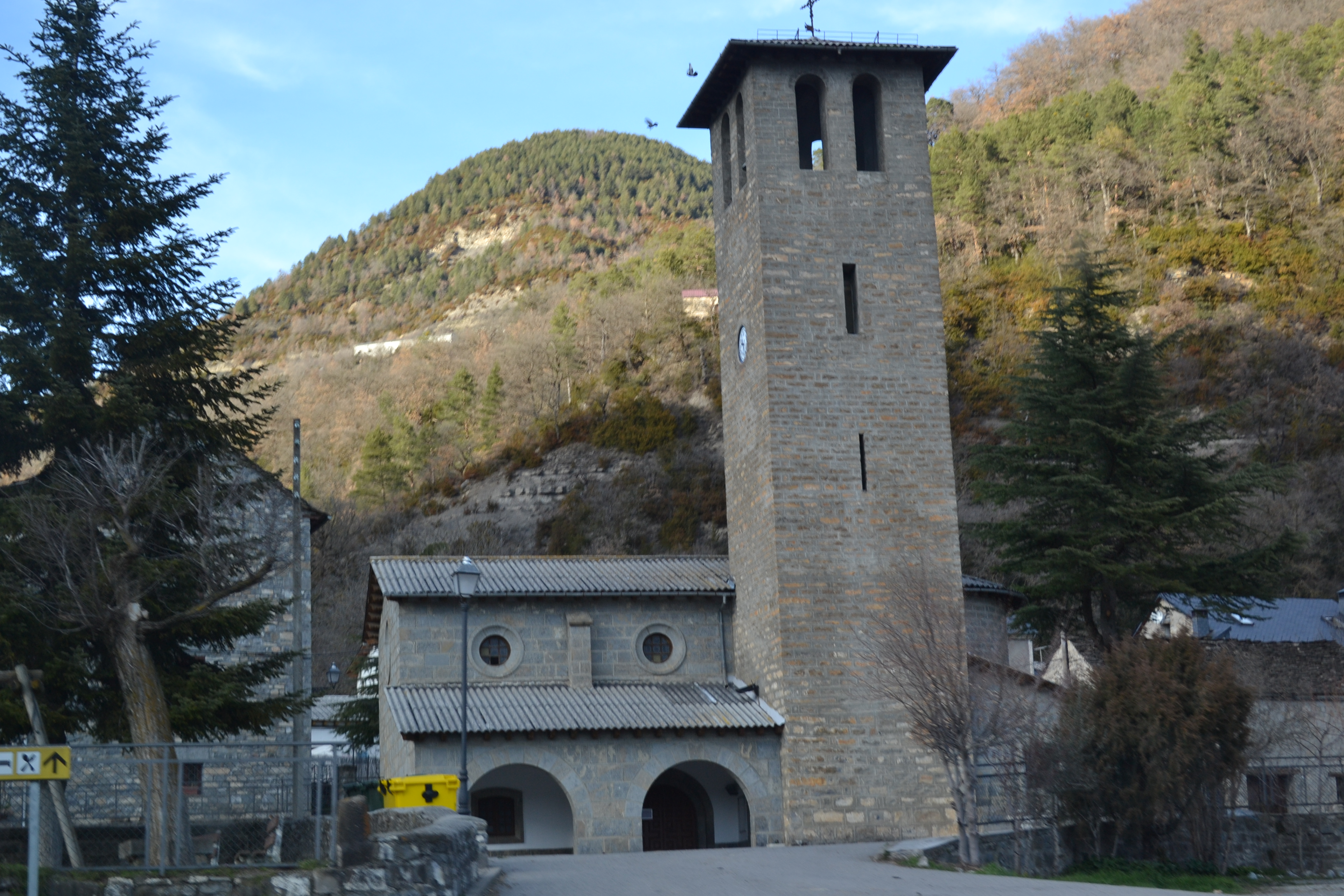
Iglesia de Sarvisé

Cuenta con 100 habitantes.

## Historia
El pueblo aparece mencionado por primera vez en el año 1050, con el nombre de Sarbisse.
Fue sede del Marqués de Sarvisé, que tenía allí un torreón defensivo provisto de aspilleras, del que sólo quedan los muros. El último marqués fue Joan Abarca (con fecha no identificada pero su padre, Martín Abarca, era Señor de Sarbisse en 1596), que vendió Sarbisse a las gentes del lugar por una cantidad de 15.000 jornales. Para poder pagar esta cantidad los lugareños solicitan diversos préstamos, a veces a los vicarios de las parroquias vecinas.
Antes de la Guerra Civil, cerca de la iglesia había un esconjuradero, una típica construcción pirenaica que tenía sus cuatro caras abiertas (simbolizando los cuatro puntos cardinales) y que se creía que servía para espantar o conjurar los poderes del mal.
El pueblo quedó muy dañado durante la guerra civil, quedando la iglesia destruida y la mayor parte de las casas incendiadas. En 1940 dejó de tener ayuntamiento propio y pasó a depender de Broto, junto con Asín y Buesa.
La iglesia, de estilo románico, data del siglo XII. Está dedicada a la Virgen de Septiembre. Durante la guerra civil española fue destruida con la salvedad del campanario. Tras la Guerra Civil, se reconstruyó.

## Clima
La temperatura media es de 13 °C, habiéndose registrado una máxima de 35 °C y una mínima de -6 °C.

## Demografía
| Gráfica de evolución demográfica de Sarvisé entre 1842 y 1930 |
| |
| Población de derecho según los censos de población del INE Población de hecho según los censos de población del INEEntre el censo de 1857 y el anterior, crece el término del municipio porque incorpora a Asín de Broto y Buesa Entre el censo de 1940 y el anterior, este municipio desaparece porque se integra en el municipio Broto |

## Turismo
El pueblo cuenta con un hostal, un hotel, apartamentos y casas de turismo rural para a hospedar a los turistas. Hay restaurantes y también se pueden realizar paseos a caballo.

## Otros datos de interés
- El gentilicio es sarvisiano.
- Las fiestas se celebran:
  - El 8 de septiembre (fiesta mayor).
  - El 3 de febrero (San Blas).
- El teléfono del ayuntamiento de Broto es 974486002.
- A sus habitantes se les conoce en todo el valle como "gallegos"
- También se les solía llamar antiguamente como "espeñacrabas"